# Evan Cory
Evan Cory (* 14. November 1997 in Metairie, Louisiana) ist ein US-amerikanischer Beachvolleyballspieler.

## Karriere Halle
Schon als Freshman wurde der Diagonalspieler bei den Railsplitters in allen 106 Sätzen der Saison eingesetzt und erzielte mit 281 Angriffspunkten den Bestwert sowie mit 161 erfolgreichen Abwehraktionen das zweitbeste Resultat der Uni. Am Ende seines Studiums war Cory mit 1249 erfolgreichen Angriffsschlägen, 155 Aufschlagassen, 585 geretteten Bällen, 355 Einsetzen in Sätzen und mit 96 bestrittenen Spielen in diesen Bereichen der erfolgreichste Volleyballer in der Geschichte der Hochschule. Mit 281 Blocks (davon 34 Einzelaktionen) war er außerdem Zweitbester in diesen beiden Teildisziplinen. Zudem erreichte er am 10. Januar 2020 als erster Spieler der Lincoln Memorial University die Bestmarke von eintausend Kills. Er war ebenfalls der erste Athlet der Hochschule, der als NVA/AVCA All-American ausgezeichnet wurde.

## Karriere Beach
Schon zu Schulzeiten war der junge Sportler als Beachvolleyballer aktiv. So gehörte er 2013 dem USA A2 Beach National Team und 2016  dem USAV All-Tournament Team an. Drei Mal gewann er mit seiner Ausbildungsstätte als Mannschaftskapitän die high school beach volleyball league. Ab 2015 nahm er sporadisch an AVP Events teil, konnte jedoch nie die Qualifikation überstehen. Nach dem Abschluss seines Studiums konzentrierte er sich voll und ganz auf die Aktivität im Sand. 2021 nahm er mit Logan Webber an allen drei AVP Veranstaltungen des Jahres teil. Scheiterten sie in Atlanta noch in der sechsten und letzten Qualirunde, wurden sie in Manhattan Beach direkt an Nummer acht gesetzt und beendeten das Turnier bei Corys erster Hauptfeldteilnahme auf dem geteilten neunten Platz. Eine Saison später standen sie beim ersten Dubai Challenge im Halbfinale. Mit Billy Kolinske erreicht der aus dem Jefferson Parish stammende Athlet bei der amerikanischen Serie die Endspiele in Muskegon und Denver. 2023 gelang mit Troy Field der erste Sieg im Sand. Im Futures von Helsinki bezwangen die US-Amerikaner die Österreicher Laurenc Grössig und Mathias Seiser im letzten Spiel der Veranstaltung mit 2:0 Sätzen.
2024 kamen die ersten beiden Goldmedaillen bei der AVP Tour hinzu. Mit dem brasilianischen Olympiasieger und zweifachen Weltmeister Alison Cerutti gewann Cory die Open in Denver und Waupaca. Genauso wertvoll war der erste Sieg bei einem Challenge der World Tour. Mit Cody Caldwell, mit dem der im Vorort von New Orleans aufgewachsene Sportler seit Oktober des Vorjahres ein Duo bei FIVB Veranstaltungen bildet, stand er in Haikou auf der obersten Stufe des Podests. Anschließend wurden die beiden Siebte bei der gleichwertigen Veranstaltung in Chennai.

## Auszeichnungen
- 2019: Off the Block Independent Teams Player of the Year
- 2020: Off the Block Independent Teams Player of the Year
- 2020: Ernennung NVA/AVCA All-American

## Persönliches
Evan Cory besuchte die Holy Cross School und hielt am Ende der Ausbildung die Abschiedsrede. Die Eltern des Athleten sind Lance Cory und Laura Geis Tucker. Sein Großvater mütterlicherseits ist Jim Geis. Seine Brüder heißen Allen Dennis und Coldin Grundmeyer, seine jüngere Schwester nennt sich Hayden Rose Beard.